# Status quo
Status quo è un'espressione derivata dal latino in statu quo ante (= “nella situazione precedente”) attraverso l'ellissi statu quo, volta al nominativo per adattamento alla sintassi italiana. Attestata in italiano per la prima volta nel 1840, la locuzione è spesso usata nei testi letterari, e viene citata in particolar modo nell'ambito della politica e della diplomazia.

## Storia
L'espressione, sconosciuta nei testi in lingua latina dell'antichità, è di coniazione moderna. Il primo utilizzo conosciuto in lingua inglese è del 1719. Sempre del XVIII secolo è la seguente citazione:
(Henry Fielding, Tom Jones, trad. italiana di Pina Sergi, Sansoni, I capolavori n.44, 1966, libro V cap. IX, pag. 222)
Più noto è, in lingua italiana, il Brindisi di Girella di Giuseppe Giusti:
(Giuseppe Giusti, Il brindisi di Girella)

## Significato
Con la frase in statu quo ante si può fare riferimento al ripristino di una situazione preesistente: bellica, politica, economica, sentimentale, ecc. Di solito si utilizza questa espressione nel caso in cui forze in conflitto siano in uno stato di equilibrio più o meno stabile e, nel caso di una rottura dell'equilibrio, si usa per indicare un ritorno alla situazione originaria.
Con "mantenimento dello status quo" si intende il mantenimento di uno stato di equilibrio, più o meno stabile.
In politica lo status quo viene utilizzato soprattutto per indicare una situazione di equilibrio e/o immobilismo, il più delle volte originata da compromessi tra le parti.